# Alteraciones de Aragón

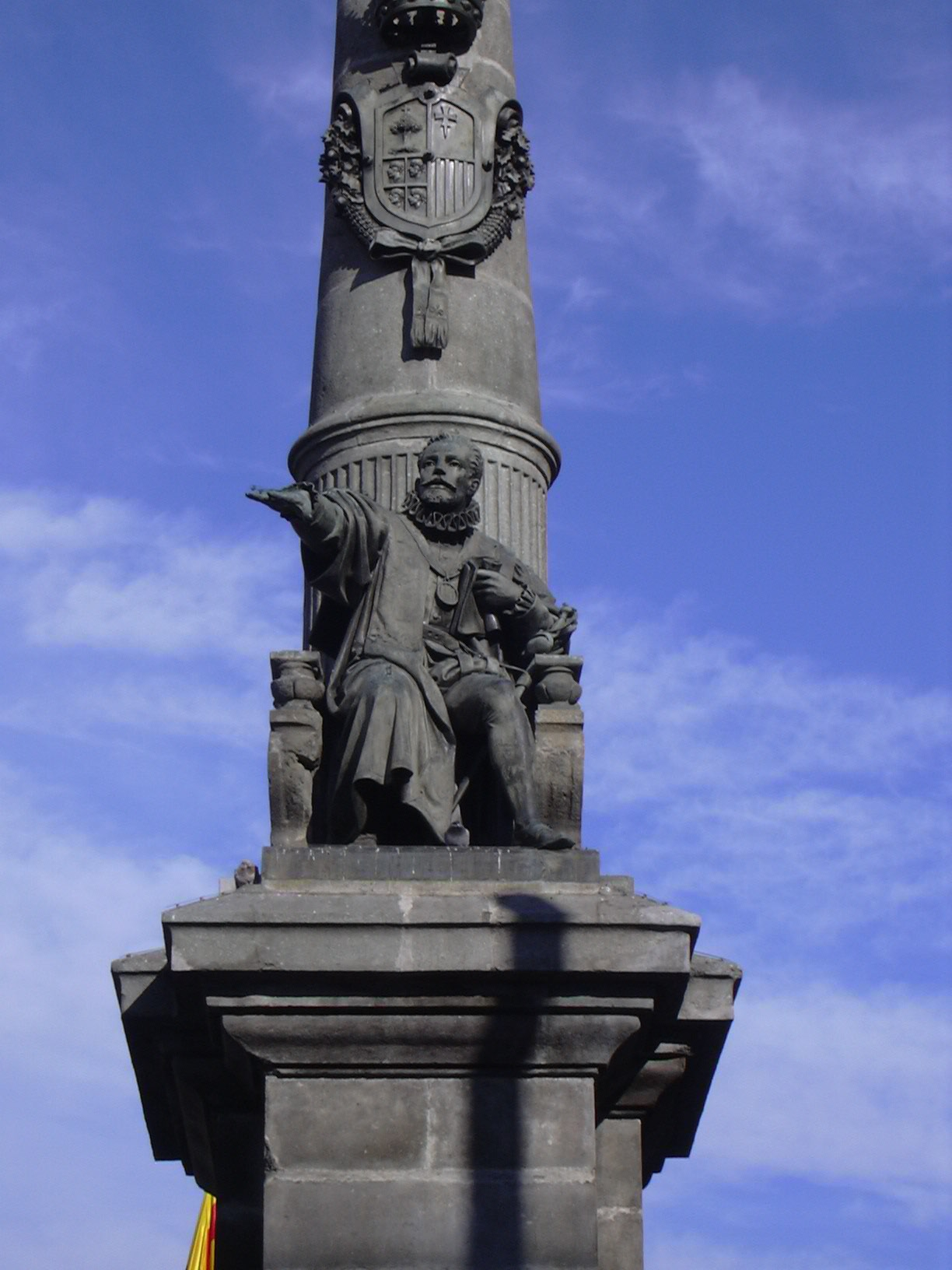
Estatua de Juan V de Lanuza en el monumento al justiciazgo en Zaragoza

Se denominan las Alteraciones de Aragón a los eventos sucedidos en Aragón durante el reinado de Felipe II. El Reino de Aragón permaneció tranquilo durante la primera mitad del siglo XVI, mientras se desarrollaba la Guerra de las Comunidades en Castilla y las Germanías en Valencia.

## Antecedentes
Desde la instauración de la Inquisición en 1478 por los Reyes Católicos, y con el progresivo autoritarismo que se desarrolla en el gobierno de Felipe II, hijo de Carlos I, se producen las Alteraciones de Teruel y Albarracín, por los constantes contrafueros que cometían tanto los representantes del rey Felipe II como los inquisidores de Teruel.

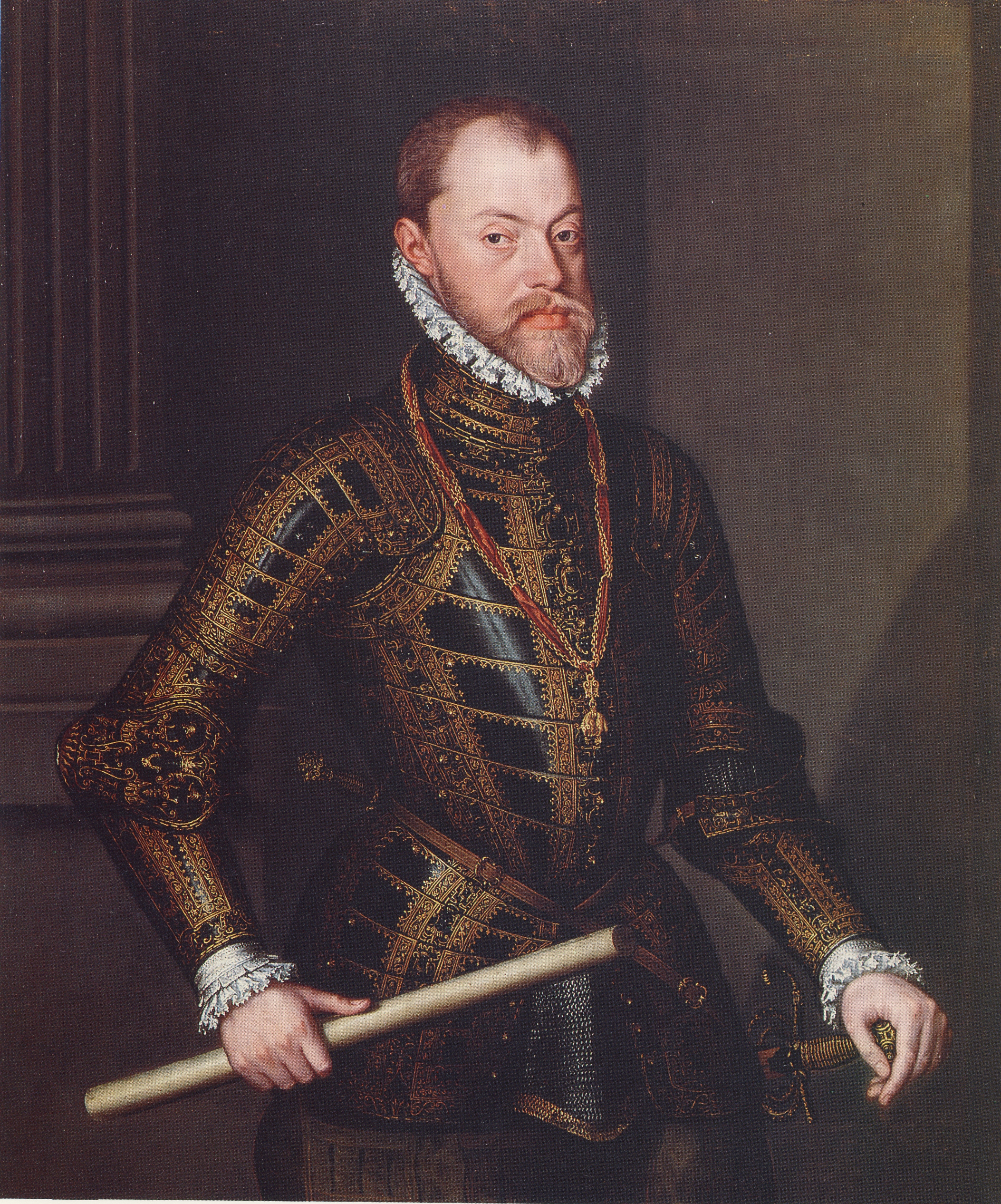
El rey Felipe II de España en armadura, retratado por Alonso Sánchez Coello (1570).

Los constantes pleitos y desacuerdos con el rey desembocan en el asedio de la ciudad de Teruel por un ejército imperial al mando del duque de Segorbe. Finalmente tras varios días de combates, la plaza se rinde la noche del Jueves Santo de 1572, ajusticiando a los cabecillas de la revuelta en la Plaza de San Juan en los días posteriores.
A una situación ya deteriorada en Aragón por los problemas en el condado de Ribagorza, el despótico tratamiento de los vasallos por sus señores y la represión de las revueltas de estos en las alteraciones de Ariza, Ayerbe y Monclús, las protestas por el abuso del Privilegio de los Veinte por Zaragoza, los enfrentamientos violentos entre montañeses y moriscos y por el pleito del virrey extranjero, en abril de 1590 y ayudado por su esposa, Antonio Pérez, entró en Aragón. Antonio Pérez había ejercido el cargo de secretario del rey hasta 1579, año en el que fue arrestado por el asesinato de Escobedo —hombre de confianza de don Juan de Austria— y por abusar de la confianza real al conspirar contra el rey. 
Tras escapar de su prisión en Madrid, huyó a Zaragoza, donde pidió la protección de los fueros aragoneses y fue acogido al Privilegio de Manifestación -protección de la justicia aragonesa-. En Aragón encontró el apoyo de Fernando de Gurrea y Aragón  duque de Villahermosa (al que se expropiarían sus dominios en Ribagorza), y Luis Ximénez de Urrea  IV Conde de Aranda, y principalmente Diego de Heredia (de la baja nobleza). Felipe II, desconfiando de que los tribunales aragoneses condenaran a Antonio Pérez, desistió de continuar el pleito ordinario contra él y usó un tribunal contra el que los fueros aragoneses y la Justicia aragonesa no podían oponerse: la Inquisición. Antonio Pérez fue acusado de herejía por haber blasfemado al quejarse a sus allegados por su persecución.

## Los sucesos del 24 de mayo de 1591
En el 24 de mayo de 1591, a petición de los inquisidores y por orden del Justicia, se trasladó a Antonio Pérez a la prisión que la Inquisición tenía en la Aljafería. Tras esto Heredia y sus seguidores atacaron e hirieron de muerte al marqués de Almenara, representante del rey en el pleito del virrey extranjero, después de que sus criados fueran desarmados por el Justicia. Después se dirigieron a la Aljafería y, tras violencia y amenazas, consiguieron que Pérez fuera devuelto a la cárcel de los manifestados. Los inquisidores de Zaragoza publicaron un edicto recordando las graves penas que se podían imponer a aquellos que maltrataran a los ministros Santo Oficio, a lo que los amotinados respondieron con nuevas amenazas.
Cuando Felipe II recibió noticia del motín y de la posterior muerte de Almenara, ordenó que las fuerzas que se estaban preparando para apoyar a la Liga Católica en la Guerra de los tres Enriques en Francia se concentraran en la plaza fuerte de Ágreda, cerca de la frontera con Aragón. Tras asesorarse por sus consejeros, el rey escribió una misiva a las universidades y pueblos de Aragón, describiéndoles el tumulto de Zaragoza y pidiéndoles sosiego y obediencia a lo que el virrey dispusiera. Las ciudades, villas y comunidades respondieron condenando el motín y pidiendo el castigo de sus promovedores, con lo que quedó aislada Zaragoza, donde todos los alborotadores parecían haberse congregado. La Diputación consultó a una junta de letrados para dilucidar si había habido contrafuero en la entrega de Pérez a la Inquisición, a lo que la junta respondió que no lo había habido, con lo que se preparó la restitución de Pérez a la cárcel del Santo Oficio. Los amotinados volvieron a responder con amenazas y violencia, imposibilitando la ejecución de lo dispuesto por la Diputación. La Diputación, en vez de imponer su autoridad, envió al inquisidor general un escrito cuestionando la veracidad de los testigos contra Pérez, e insinuando que habían sido sobornados, para deponer falsamente, por el difunto marqués de Almenara y el inquisidor Molina de Medrano. Viendo cómo evolucionaba su caso, Pérez intentó fugarse de la cárcel de los manifestados y, descubierto, el justicia ordenó su trasladado a una prisión más segura y mejor guardada.

## Los sucesos del 24 de septiembre de 1591
Tras mucha discusión y grandes preparativos, las autoridades aragonesas dispusieron que el traslado de Antonio Pérez a la cárcel de la Inquisición se realizaría el 24 de septiembre, pero dos días antes murió el justicia Juan de Lanuza y Perellós y, de acuerdo con lo dispuesto de antemano por el rey, le sucedió en el cargo su hijo Juan de Lanuza y Urrea, de solo veintiséis años. El día planeado, el gobernador mandó cerrar las puertas de la ciudad y distribuyó guardias armados en la ruta entre las dos cárceles. La tensión en la ciudad era muy grande, y la decisión de cerrar las puertas dejó ociosos en la ciudad a los labradores que hubieran salido a trabajar en el campo de otra manera. El gobernador amenazó de muerte a cuantos diesen el menor indicio de oponerse a la justicia, y un joven muchacho que gritó “Viva la libertad” fue muerto por el disparo de uno de los arcabuceros, tras lo que los partidarios de Pérez hicieron tañer la campana de la iglesia de San Pablo.
Con gran formalidad, el inquisidor presentó las letras de reclamación de los reos al nuevo justicia, que con sus lugartenientes los estudió y los declaró ajustadas a derecho. Los diputados del reino, los jurados de Zaragoza, un lugarteniente del justicia y el gobernador se dirigieron a la posada del Virrey, donde se encontraban un gran número de nobles. El virrey aprobó lo acordado y fueron todos a la cárcel de los manifestados para proceder al traslado. Convocada por las campanadas, una multitud se había acumulado ante la cárcel donde Antonio Pérez estaba preso. Al aproximarse los coches de la Inquisición, partidarios de Pérez atacaron a los guardias, algunos de los cuales se unieron a los sublevados y otros huyeron, huyendo también las autoridades. La multitud, que ya había incendiado la casa en la que se refugió el gobernador, amenazó de hacer lo mismo con la cárcel, y los carceleros dejaron salir a Antonio Pérez. Pérez y alguno de sus partidarios se dirigieron a la puerta de Santa Engracia, que los amotinados abrieron, permitiendo a Pérez y sus acompañantes salir de la ciudad en dirección a Francia. En los disturbios murieron más de treinta personas, con muchos más heridos. Después de que Pérez huyera de la ciudad, y gracias a la mediación de los clérigos, los ánimos se calmaron.

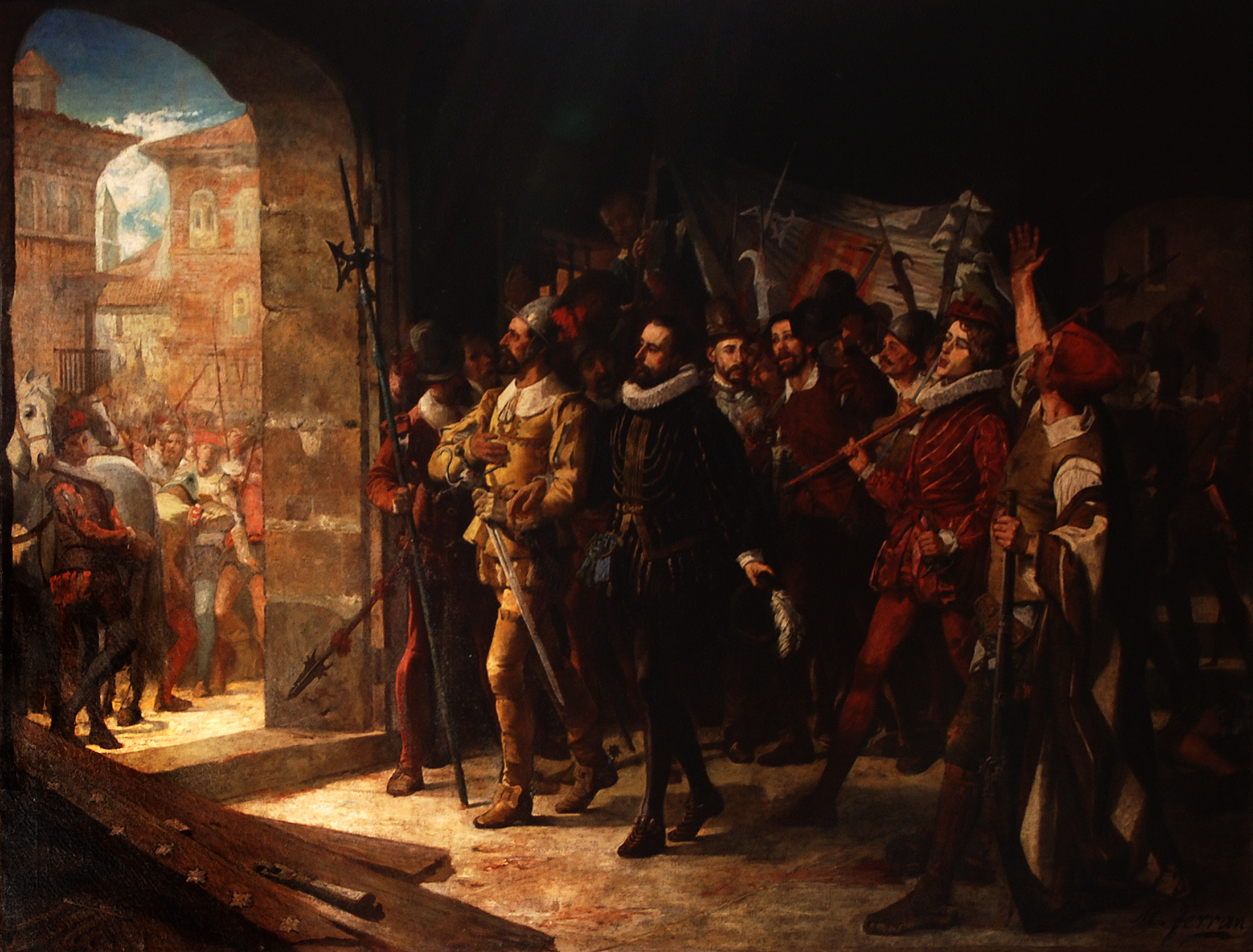
Antonio Pérez liberado de la prisión el 24 de septiembre de 1591.

Cuando la noticia de lo sucedido en Zaragoza llegó a la corte real, Felipe II ordenó la reunión de una Junta de Estado que decidió reforzar la frontera con Francia para evitar que los franceses acudieran en apoyo de los sublevados y para tratar de aprehender al fugitivo. También se mandó que las autoridades aragonesas protegieran o destruyeran las armas a su cargo, para que no cayeran en manos de los amotinados. Antonio Pérez, cortado su acceso a Francia, decidió volver a Zaragoza en secreto, donde estuvo en contacto con los líderes de los alterados, incitándolos a pensar que el ejército real iba a entrar en Aragón para derogar sus fueros. Las autoridades de Aragón desoyeron la orden real y cedieron armas a los amotinados, que se hicieron con el control de Zaragoza. El rey decidió entonces hacer entrar a su ejército para restablecer la autoridad de la justicia y el Santo Oficio. El 15 de octubre el rey envió a las ciudades, universidades y señores de Aragón una carta anunciándoles la entrada del ejército y el motivo por el que iba a entrar.

## Entrada del ejército real en Aragón
La noticia de que el ejército real iba a entrar en Aragón conmocionó a todo el reino. Los partidarios de Pérez exigieron a la Diputación que declarara su entrada contrafuero y que ordenara la resistencia armada en su contra. Los diputados consultaron a una junta de letrados que dictaminó que la entrada de fuerzas armadas extranjeras para imponer la justicia violaba el fuero segundo del Privilegio General, que decía:

Por quanto algunos oficiales de algunas ciudades, villas o lugares del regno de Valencia, Principado de Catalunya, indebidamente pretienden, que en virtud de privilegios e con color de procesos de defensión e de sonmetient e en otras maneras, pueden con companya de gentes armadas entrar en el dito regno siguiendo malfeytores y aquellos prender e otros actos y ejecuciones facer ... ordenamos que qualesquiere officiales o personas estrangeras ... entraran en el dicto regno ... por ... facer alguno de los actos sobreditos ... que ipso facto encorran en pena de muerte ... E no res menos quel Justicia de Aragon con los diputados del dito regno ... hayan convocar a expensas del regno las gentes de dito regno, que les parecerán necesarias para resistir a las sobreditas cosas mano armada...

La Diputación aprobó el dictamen y lo pasó al justicia para que él estudiara el caso y dictaminara si era o no era contrafuero. El justicia, respaldado por cuatro de sus cinco lugartenientes, confirmó el contrafuero y ordenó la resistencia a las tropas reales, con lo que las autoridades forales del reino declararon formalmente la guerra a su rey. La declaración fue publicada el primero de noviembre y fue comunicada a los consistorios y señores de Aragón, que fueron conminados a mandar fuerzas a Zaragoza para participar en la defensa, esperándose una fuerza de unos veinticuatro mil hombres armados, más numerosa que la del ejército real. También se pidió ayuda al principado de Cataluña y al Reino de Valencia El rey rechazó los argumentos presentados, diciendo que el ejército no entraba a imponer una jurisdicción extranjera, sino a apoyar a las autoridades civiles y eclesiásticas de Aragón para que pudieran restablecer su autoridad y jurisdicción. Los diputados se confirmaron en lo que habían dispuesto, con lo que le rey ordenó a su general, Alonso de Vargas, que se preparara a entrar en Aragón con su ejército.
En Zaragoza la opinión parecía unánime a favor de la resistencia, al menos mientras los partidarios de Pérez permanecieron en la ciudad, pero en el resto de Aragón se veía con desconfianza que los mismos que no habían apoyado las decisiones del Justicia de devolver a Pérez a la inquisición ahora pidieran apoyar al Justicia en contra del rey. Algunos consistorios enviaron fuerzas a Zaragoza, pero fueron mucho menores de lo que se esperaba. La mayoría de las ciudades y universidades contestaron al Justicia con una carta conjunta diciéndole que no iban a resistir al rey para así proteger a los quebrantadores de sus propias leyes. Tampoco los señores de vasallos de fuera de Zaragoza respondieron a la movilización, algunos incluso auxiliaron al ejército real con víveres y gente armada. Las Diputaciones de Cataluña y Valencia tampoco mandaron refuerzos. Los catalanes trataron de interceder ante el rey para que no dejase entrar al ejército, pero sin éxito.

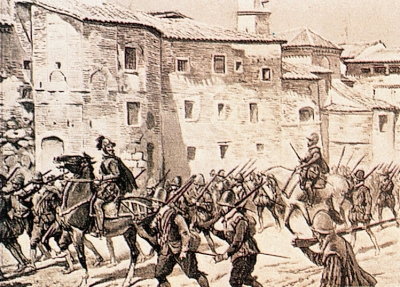
Las tropas reales entrando en Zaragoza.

El justicia nombró como capitanes de su fuerza a los partidarios de Pérez, los mismos que se habían amotinado antes en contra de las disposiciones del justicia referentes a Pérez. El ejército real entró en Aragón el 7 y el 8 de noviembre, y contaba con doce mil hombres de infantería, dos mil de caballería y veinticinco piezas de artillería. La fuerza a la disposición del Justicia, que salió el 8 de noviembre de Zaragoza, era de apenas dos mil hombres, muy inferior en número, experiencia y equipamiento a la fuerza real. El ejército real avanzó sin oposición alguna y recibiendo la adhesión y ayuda de los señores locales. Alonso de Vargas tuvo cuidado en mantener la disciplina de su ejército y evitar desmanes, de acuerdo con las instrucciones que había recibido del rey. El Justicia había ordenado la destrucción del puente de Alagón sobre el Jalón, para entorpecer el avance de las fuerzas reales, pero sus órdenes fueron ignoradas y el ejército real encontró el puente indefenso e intacto. El justicia y sus fuerzas se hallaban en Utebo y al saber el justicia que las tropas reales se dirigían ya sin impedimentos a Zaragoza, sabiendo que su fuerza era muy inferior y además muy indisciplinada, decidió abandonar a sus tropas y huir a Épila, donde se encontraba el duque de Villahermosa y el conde de Aranda. Al saberse la noticia en el campamento de Utebo, las tropas se dispersaron en todas las direcciones, huyendo Antonio Pérez y sus principales partidarios a Bearn (Francia). Alonso de Vargas, el virrey y el gobernador de Aragón y el ejército real entraron sin oposición en Zaragoza el 12 de noviembre de 1591.

## La represión
Los seguidores de Pérez intentaron pasar de nuevo a Aragón con el apoyo de Enrique de Navarra, pero fueron rechazados y algunos de sus caudillos, incluido Heredia, capturados y ejecutados. Juan V de Lanuza volvió a Zaragoza, donde fue capturado y decapitado de un día para otro por orden personal de Felipe II en la plaza del mercado sin juicio previo, la misma suerte que corrieron muchos de los que lideraron la revuelta. Villahermosa y el conde de Aranda fueron apresados en Épila y enviados a Castilla, donde murieron misteriosamente en prisión. Pérez escapó a Francia y más tarde a Inglaterra, lugares en donde estimuló la leyenda negra contra el monarca y murió en 1611.

## Acuerdo con las Cortes aragonesas
En 1592 Felipe II convocó a las Cortes de Aragón en Tarazona. No se suprimió ninguna institución aragonesa, pero fueron reformadas: el rey tenía ahora el derecho a nombrar a un virrey no aragonés; la Diputación del Reyno (comité de las Cortes) perdió parte del control sobre los ingresos aragoneses y vigilancia regional, quitándole además el poder de llamar a representantes de las ciudades; la Corona podía retirar de su puesto al justicia de Aragón y la Corte de Justicia se puso bajo control del rey; y finalmente se modificaron aspectos del sistema legal aragonés. En diciembre de 1593, tras concluir las Cortes, se retiraron las tropas de Felipe II de Aragón.
La mayoría de historiadores coincide en que el acuerdo en las Cortes de Tarazona fue un compromiso entre los nobles y el rey. Los nobles preferían aceptar la autoridad del rey como garante de sus privilegios, aun cediendo poder en los fueros. Se coincide también en que Felipe II estaba en posición de haber acabado con los fueros y crear una estructura centralizada (tenía un ejército y los sublevados estaban solos con apoyo limitado en Aragón y sin el apoyo deseado de Cataluña ni de Valencia). Pero no fue así, y las causas son varias: Felipe II, a pesar de ser un monarca absoluto no se encontraba totalmente a disgusto reinando a través de virreyes y Consejos. Un intento centralizador hubiera requerido abolir los fueros en Cataluña y Valencia, las cuales no le dieron razón para ello, pues fueron leales al rey durante la revuelta. Los componentes de la corona de Aragón pasaban por un momento de ya larga depresión económica y sus Cortes normalmente le concedían los créditos solicitados, además conservaba el mayor poder en las partes más ricas del reino: Castilla y América. Pero no perdió la oportunidad para erosionar algunos poderes de la nobleza aragonesa a su favor limitando los fueros.